# Thronvakanz
Als Thronvakanz bezeichnet man die Zeit, in der die Position des Staatsoberhauptes nicht besetzt ist, beispielsweise wenn ein Herrscher länger abwesend ist, oder zwischen dessen Tod und der Thronbesteigung seines Nachfolgers. Bei einer länger andauernden Thronvakanz spricht man oft von einem Interregnum.
In dieser Zeit kann das Staatsoberhaupt nicht aktiv regieren und wird in einer Monarchie durch einen Reichsverweser vertreten. Im Speziellen wird diese herrscherlose Zeit auch Reichsvakanz genannt.
Eine besondere Variante der Thronvakanz ist die des Papstes als dem Oberhaupt der Vatikanstadt. Sie wird als Sedisvakanz bezeichnet.